# Athyrium megayakusimense
Athyrium megayakusimense är en majbräkenväxtart som beskrevs av Kurata. Athyrium megayakusimense ingår i släktet Athyrium och familjen Athyriaceae. Inga underarter finns listade.